# Higròmetre

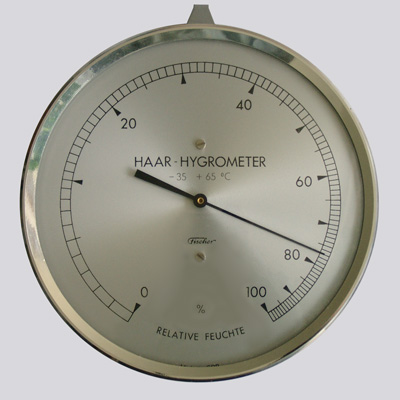
Un higròmetre del tipus de tensió de cabell

Un higròmetre és un instrument de mesura usat per mesurar el contingut d'humitat ambiental. Entre els higròmetres més utilitzats cal destacar l'higròmetre de condensació, constituït essencialment per una càpsula metàl·lica amb una cara perfectament brunyida, de manera que en fer refredar la càpsula hom arriba al punt de rosada condensació, a partir del qual hom pot deduir la humitat. Un altre tipus és l'higròmetre d'absorció, que es basa en la propietat de certs materials, com ara els cabells humans, d'allargar-se o d'escurçar-se segons la humitat. El mesurament de la humitat és un dels problemes més difícils en la meteorologia.

## Tipus d'higròmetres
Els instruments que mesuren la humitat normalment es basen en el mesurament d'altres quantitats com són la temperatura, la massa o el canvi elèctric o mecànic en una substància a mesura que s'absorbeix la humitat. Mitjançant càlculs i calibratges, aquestes quantitats mesurades poden portar al mesurament de la humitat. Els aparells electrònics moderns fan servir la temperatura de la condensació, els canvis en la capacitància elèctrica o la resistència per a mesurar els canvis en la humitat.

### De metall
La seva exactitud és molt limitada, un estudi fet en unitats idèntiques va trobar diferències en la humitat indicada del 10% o més. En aquests aparells la humitat és absorbida per una banda de paper impregnat en sal unida a una bobina de metall que causa canvis en la seva forma. Aquests canvis en longitud (anàlegs als d'un termòmetre bimetàl·lic) causen una indicació en el dial.

### Higròmetre amb material sensible
Es basen en un material sensible a la humitat que canvia les seves dimensions amb els canvis d'humitat. Amb aquest fi s'ha fet servir fusta o paper, però els més coneguts són els higròmetres de tensió de cabell. Aquests aparells usen un cabell humà o una crin animal sota tensió. L'allargament del pèl segons la humitat es pot transmetre per un mecanisme de politja fins a una agulla indicadora o un altre indicador. Els tradicionals “monjos amb caputxa mòbil”, que es posa i es treu, segueixen aquest principi.
La reacció del material a la humitat sol dependre de la temperatura, pel que les mesures d'aquests higròmetres tendeixen a ser incorrectes per condicions extremes d'humitat o temperatura. Normalment estan calibrats per temperatures d'entre 10 i 30 °C i humitats relatives del 15% al 90%. Fora d'aquest rang poden adquirir deformacions permanents i tornar-se inservibles.

### Higròmetres electrònics

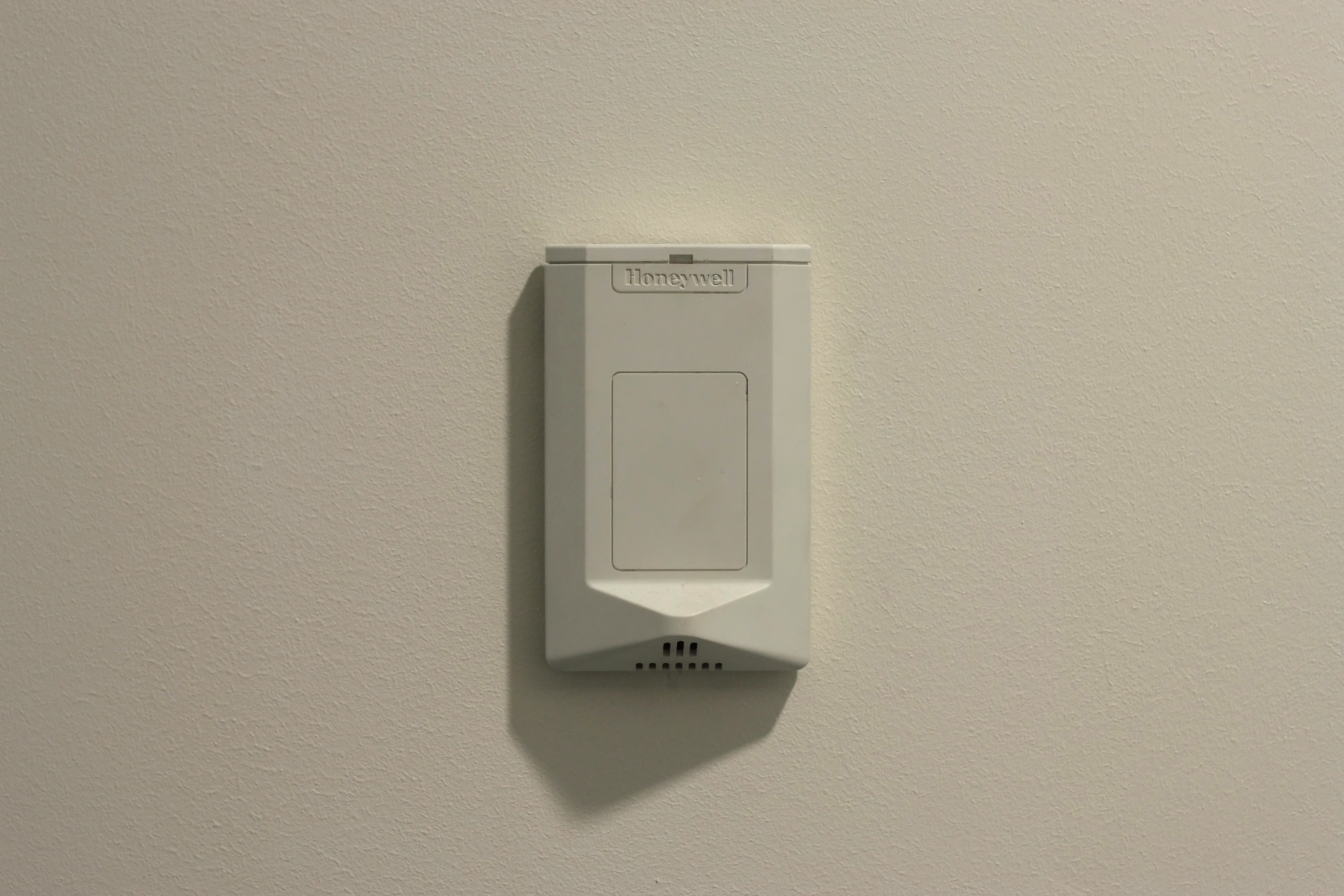
Higròmetre electrònic

El punt de rosada és la temperatura a la qual una mostra d'aire humit (o qualsevol altre vapor d'aigua) a pressió constant arriba a la saturació del vapor d'aigua. A Aquesta temperatura de saturació, un refredament addicional resulta en la condensació de l'aigua, Els higròmetres de punt de rosada de mirall refredat (Chilled mirror dewpoint hygrometers) són uns dels instruments més precisos disponibles. Fan servir un mirall refredat i un mecanisme optoelectrònic per a detectar la condensació sobre la superfície del mirall. Es pot obtenir una exactitud de 0,2 °C
Es fan servir també altres tipus d'higròmetres electrònics no tan cars però que són menys acurats. Per exemple, els sensors d'humitat capacitativa es basen en l'efecte de la humitat sobre la constant dielèctrica d'un polímer o material d'òxid metall, ben calibrats tenen una exactitud en la mesura del ±2%.
En els sensors d'humitat resistiva, es mesura el canvi en la resistència elèctrica d'un material deguda a la humitat.
En els sensors de conductivitat tèrmica, es mesuren els canvis en la conductivitat tèrmica de l'aire deguts a la humitat. Aquests sensors mesuren la humitat absoluta més que no pas la humitat relativa.

### Psicròmetres

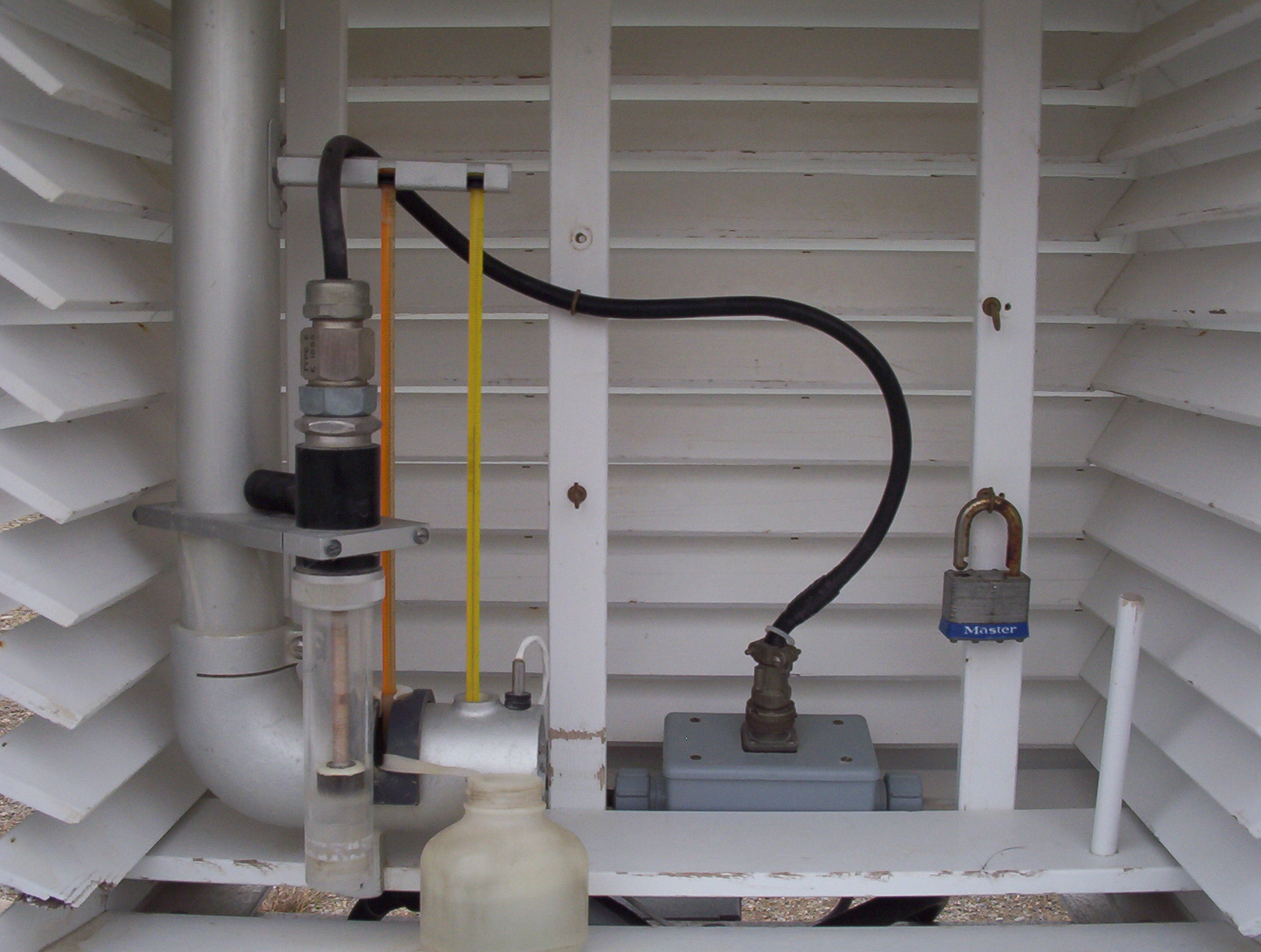
Interior d'una garita meteorològica de tipus Stevenson que mostra un psicròmetre

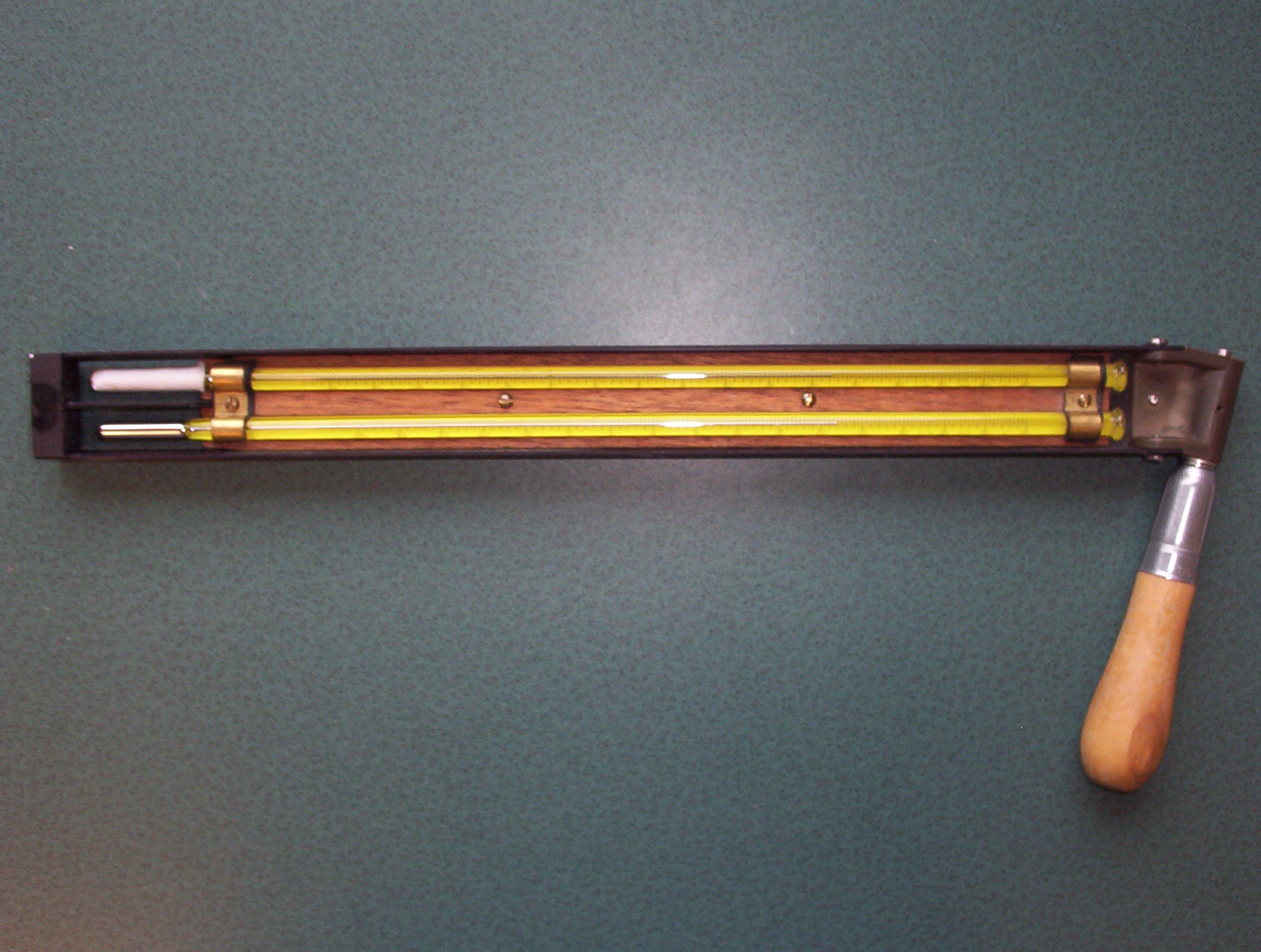
Un psicròmetre de tipus sling per a l'exterior

Un psicròmetre consta de dos elements, un d'ells està sec i un altre que es manté humit amb aigua destil·lada que mulla una metxa. Per això un d'ells es diu termòmetre de bulb sec i l'altre termòmetre de bulb humit. A temperatures per sobre del punt de congelació de l'aigua l'evaporació de l'aigua des de la metxa abaixa la temperatura, per tant el termòmetre de bulb humit normalment mostra una temperatura més baixa que el termòmetre de bulb sec. Tanmateix quan les temperatures de l'aire estan per sota de 0 °C, el bulb humit es cobreix d'una fina capa de gel i pot estar més calent que el bulb sec. La humitat relativa es calcula per la temperatura ambient segons la que mostra el termòmetre de bulb sec i les diferències de temperatures que mostren els termòmetres de bulb humit i bulb sec. La humitat relativa també es pot determinar ubicant la intersecció de les temperatures dels termòmetres de bulb humit i sec en una taula psicromètrica. Els psicròmetres es fan servir habitualment en meteorologia i en la indústria HVAC per a l'adequada càrrega de sistemes d'aire condicionat.

#### Calibratge de psicròmetres
La calibratge acurada dels psicròmetres és fonamental per una determinació precisa de la humitat. Els termòmetres han d'estar protegits del calor radiant i han de tenir un flux d'aire suficient sobre el termòmetre de bulb humit. Un dels tipus més precisos de psicròmetres de bulb sec i humit va ser inventat a finals del segle xix per Adolph Richard Aßmann (1845–1918);

## Aplicacions
A més d'hivernacles i espais industrials, es poden fer servir els higròmetres en les incubadores d'ous, saunes i museus. També per tenir cura dels instruments musicals de fusta. En zones residencials per controlar la humitat, ja que la humitat massa baixa perjudica la pell i el cos humà mentre que la massa alta en facilita el creixement de fongs i els àcars. L'aplicació de capes de pintura és molt sensible a les condicions d'humitat.